# Alexander Friedrich Wilhelm von Württemberg

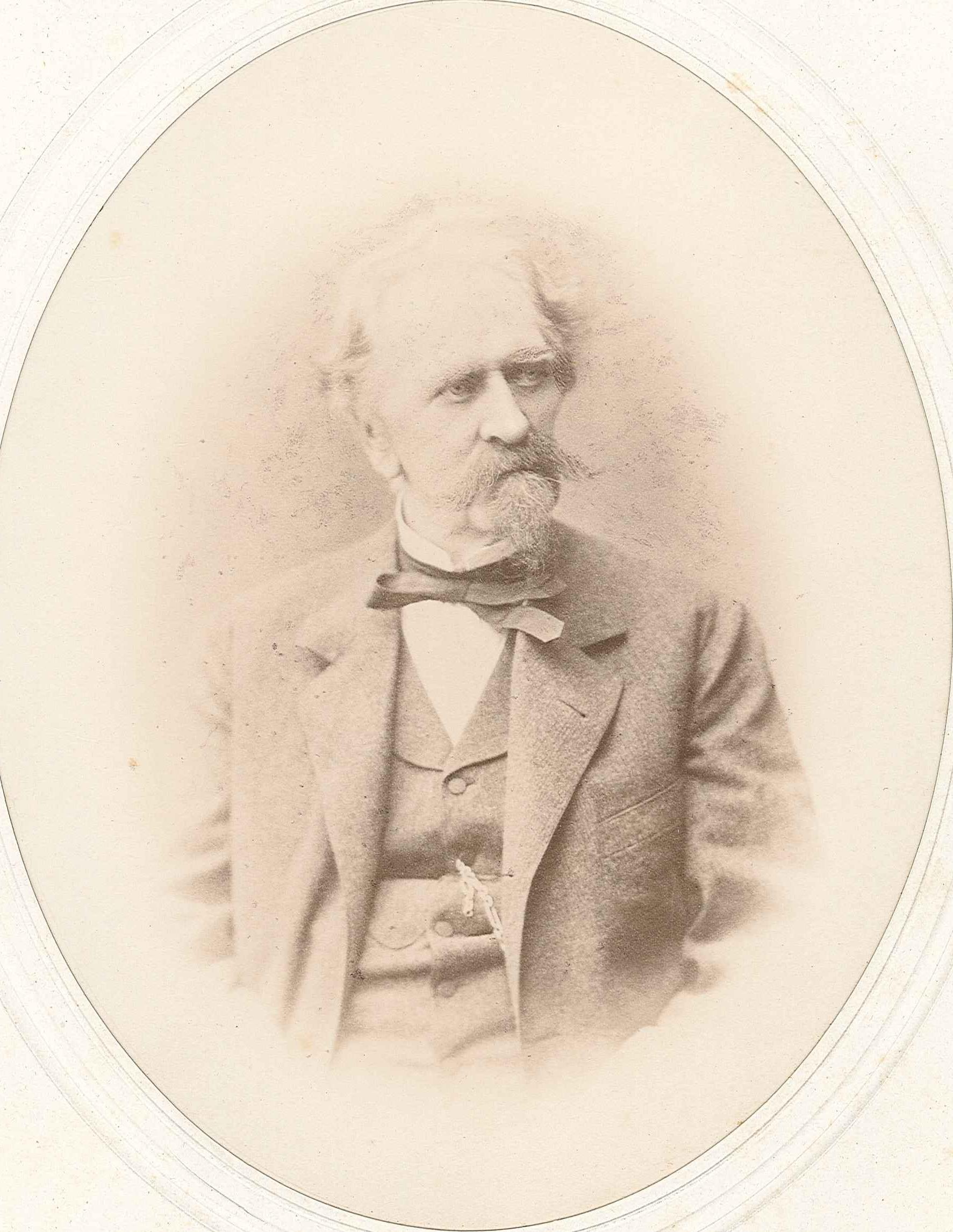
Alexander Friedrich Wilhelm Herzog von Württemberg. Fotografie, um 1880

Friedrich Wilhelm Alexander Herzog von Württemberg (* 20. Dezember 1804 in Riga; † 28. Oktober 1881 in Bayreuth) gehörte dem europäischen Hochadel an. Er war der älteste Sohn des Herzogs Alexander Friedrich Karl von Württemberg und dessen Frau, der Prinzessin Antoinette (1779–1824), der zweiten Tochter von Herzog Franz von Sachsen-Coburg-Saalfeld. Sein Onkel war König Friedrich I. von Württemberg, ein anderer Onkel Leopold I., König der Belgier. Königin Victoria von Großbritannien und Irland war seine Cousine. 

## Leben

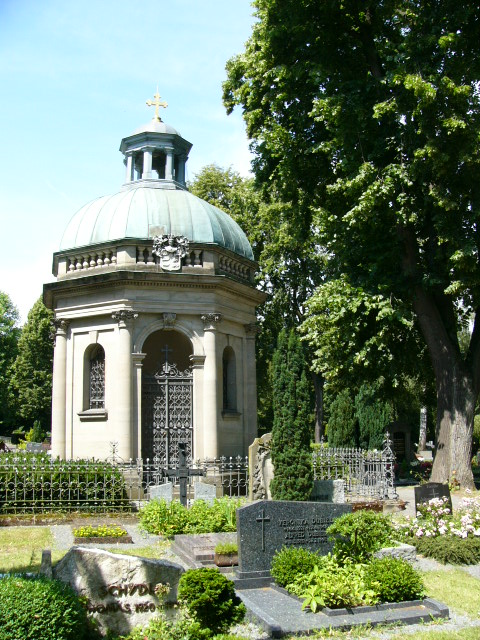
Grabanlage auf dem Bayreuther Stadtfriedhof

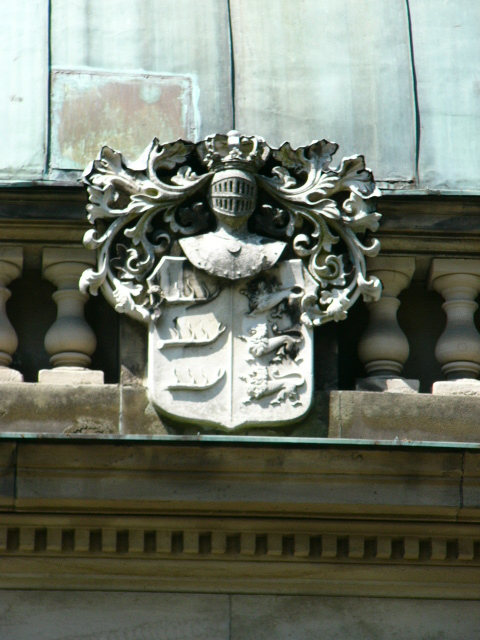
Wappen an der Grabanlage

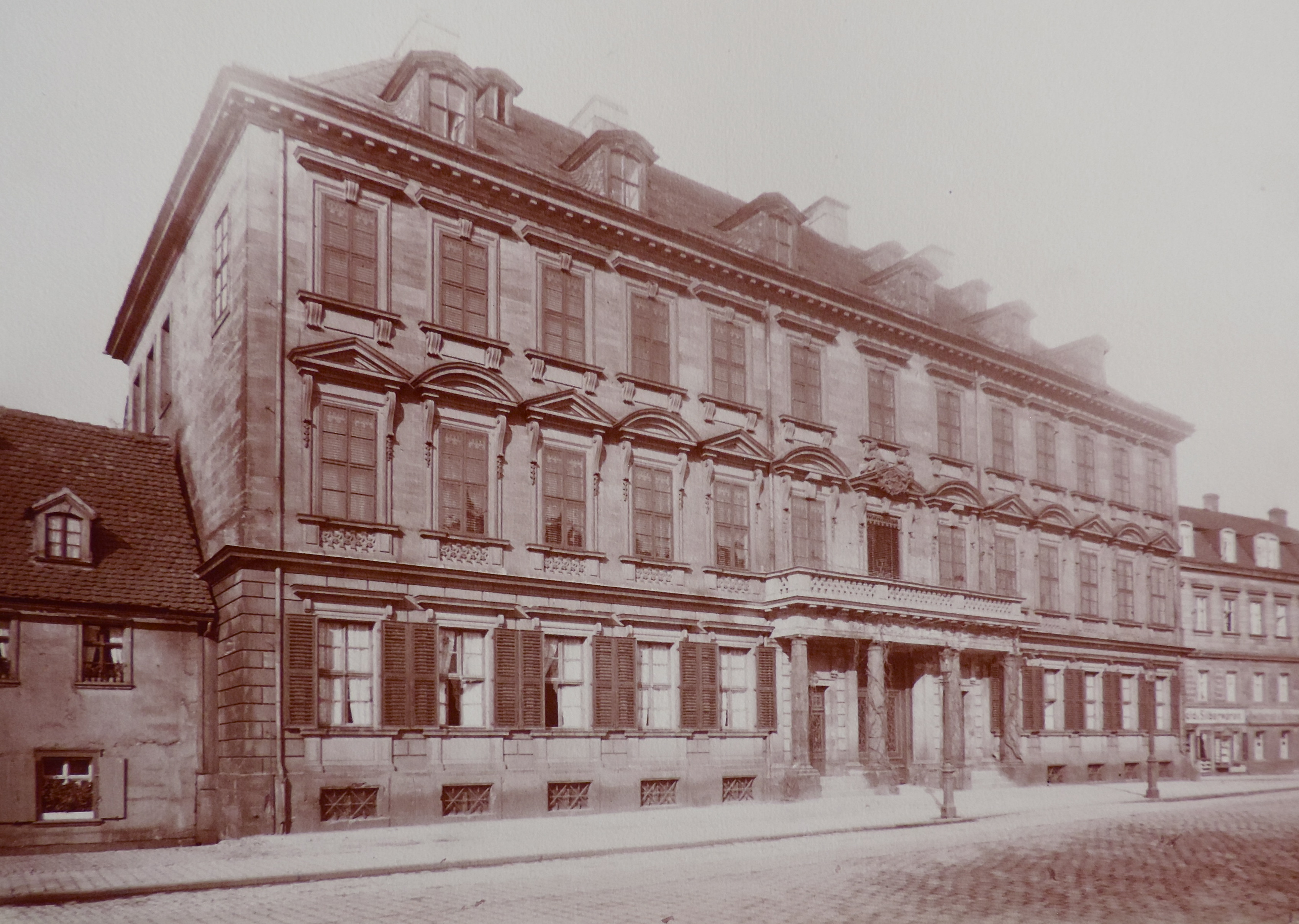
Reitzenstein-Palais um 1910, im April 1945 bei einem Bombenangriff zerstört

Herzog Alexander war wie sein Vater in den russischen Militärdienst eingetreten. 1828 war er beim Feldzug gegen das Osmanische Reich und 1831 gegen Polen beteiligt.
Am 17. Oktober 1837 heiratete er im Schloss Versailles die katholische Prinzessin Marie Christine von Orléans (1813–1839), die zweite Tochter Ludwig Philipps, des Königs der Franzosen. Die ältere Schwester seiner Braut, Louise d’Orléans, war bereits seit 1832 mit Alexanders Onkel Leopold I. verheiratet und dadurch Königin der Belgier. Wenige Wochen nach der Hochzeit geriet das junge Paar im Januar 1838 beim Brand des herzoglichen Palais’ in Gotha in Lebensgefahr. Die schwangere Marie Christine zog sich eine Rauchvergiftung zu, die ihre Lunge schädigte.
Das einzige Kind der Ehe zwischen Alexander und Marie Christine war der am 30. Juli 1838 geborene Herzog Philipp von Württemberg, der die katholische Linie des Hauses Württemberg begründete. Im Herbst jenes Jahres begab sich die Herzogin mit dem Kind zur Heilung ihrer Lungenerkrankung nach Italien, wo sie am 2. Januar 1839 in Pisa starb.
Nach dem frühen Tod seiner Frau lebte Herzog Alexander in den Sommermonaten im Schloss Fantaisie in Donndorf, das seine Großmutter Friederike Dorothea Sophia von Brandenburg-Schwedt 1792 gekauft hatte. Die Wintermonate verbrachte er in der fünf Kilometer entfernten Stadtwohnung in Bayreuth. Herzog Alexander verwaltete das Schloss und den zugehörigen Park in vorzüglicher Weise und erfreute sich bei der dortigen Bevölkerung großer Beliebtheit wegen seiner regen Teilnahme am Vereinsleben und an wohltätigen Stiftungen für Arme und Kranke. Er kaufte die Donndorfer Thalmüle nordöstlich des Thalmühlweihers und ließ sie und ein weiteres Nebengebäude abreißen, um den bereits bestehenden Thalmühlweiher zu erweitern. Der heutige Name Herzogweiher leitet sich von ihm ab. Außerdem ließ er 1864 das alte Wirtshaus Goldener Hirsch nahe dem Schloss abreißen und an dessen Stelle das Hotel Fantaisie erbauen, in dem im Laufe der Jahre berühmte Zeitgenossen wie 1866 König Ludwig II. von Bayern oder 1872 Richard Wagner logierten. Auch die beiden Anwesen des Weilers Geigenreuth erwarb Herzog Alexander und gliederte sie an den Schlosspark an. Er richtete in dem ehemaligen Meyerhof eine Kunstmühle und ein sogenanntes Schweizergut mit Milchwirtschaft ein. Herzog Alexander war auch der Bauherr des Asyls St. Gilgenberg, des heutigen Rathauses der Gemeinde Eckersdorf.
In Frankfurt am Main lernte Herzog Alexander Amalie Katharina Kirsch (geb. Pfennigkaufer) kennen, die am 31. Juli 1829 geborene Ehefrau eines Bäckermeisters, der sie im Alter von 17 Jahren geheiratet hatte. Sie stammte aus einem Dorf in Hessen und war in ärmlichen Verhältnissen aufgewachsen. Mittlerweile war sie als „schöne Bäckerin“ eine stadtbekannte Erscheinung geworden. Gegen ein kleines Vermögen in Höhe von 25.000 Gulden gab Kirsch seine Frau frei; allerdings bedurfte es noch einiger diplomatischer Anstrengungen, um aus ihr eine Herzogin zu machen. Am 8. November 1865 billigte die Freie Reichsstadt Frankfurt den neuen Namen „Frau von Meyernberg“. Sodann wurde eine Zivilehe geschlossen; diese – sehr zum Missfallen von Alexanders Sohn Philipp geschlossene – morganatische Ehe wurde am 11. Juni 1868 durch den evangelischen Dekan Johann Christian Wilhelm Dittmar kirchlich abgesegnet.
Nach seinem Tod durch einen Schlaganfall wurde Herzog Alexander zunächst in einer Gruft im Schlosspark Fantaisie beerdigt. Ein Jahr später verkaufte sein Sohn Philipp den Park Fantaisie an ein Bayreuther Konsortium, bestehend aus den Bankiers Feustel und Schwabacher sowie dem Möbelfabrikanten Eysser. Den Sarg seines Vaters ließ er in ein neu erbautes Mausoleum auf dem Stadtfriedhof überführen.
Frau von Meyernberg überlebte ihren zweiten Ehemann Alexander um fast 34 Jahre. Ihr Witwensitz wurde das von Carl von Gontard geschaffene Reitzenstein-Palais am Bayreuther Luitpoldplatz. Dort veranstaltete sie aufwändige Rokoko-Feste und zählte neben Cosima Wagner zu den bekanntesten Persönlichkeiten der Stadt in jener Zeit. Gerühmt wurden ihre Anmut und ihre Herzensgüte bis ins hohe Alter hinein. Am 31. März 1915 entschlief sie sanft und wurde im Mausoleum Alexanders auf dem Stadtfriedhof beigesetzt.

## Standesherr
Seit 1826 war Herzog Alexander Mitglied in der württembergischen Kammer der Standesherren, nahm aber zeitlebens an keiner Sitzung teil. Er ließ sich  durch andere Mitglieder der Kammer vertreten.

## Ehrungen
- 1818 Großkreuz des Ordens der Württembergischen Krone
- 1851 Ehrenbürger der Stadt Bayreuth
- 1851 Verleihung des bayerischen St. Hubertusordens